# Nuevo Imperial
Nuevo Imperial es una localidad peruana ubicada en la región Lima, provincia de Cañete, distrito de Nuevo Imperial. Es asimismo capital del distrito de Nuevo Imperial. Se encuentra a una altitud de 156 m s. n. m. Tenía una población de 2611 habitantes en 1993.

## Clima
| Parámetros climáticos promedio de Nuevo Imperial | Parámetros climáticos promedio de Nuevo Imperial | Parámetros climáticos promedio de Nuevo Imperial | Parámetros climáticos promedio de Nuevo Imperial | Parámetros climáticos promedio de Nuevo Imperial | Parámetros climáticos promedio de Nuevo Imperial | Parámetros climáticos promedio de Nuevo Imperial | Parámetros climáticos promedio de Nuevo Imperial | Parámetros climáticos promedio de Nuevo Imperial | Parámetros climáticos promedio de Nuevo Imperial | Parámetros climáticos promedio de Nuevo Imperial | Parámetros climáticos promedio de Nuevo Imperial | Parámetros climáticos promedio de Nuevo Imperial | Parámetros climáticos promedio de Nuevo Imperial |
| Mes                                              | Ene.                                             | Feb.                                             | Mar.                                             | Abr.                                             | May.                                             | Jun.                                             | Jul.                                             | Ago.                                             | Sep.                                             | Oct.                                             | Nov.                                             | Dic.                                             | Anual                                            |
| ------------------------------------------------ | ------------------------------------------------ | ------------------------------------------------ | ------------------------------------------------ | ------------------------------------------------ | ------------------------------------------------ | ------------------------------------------------ | ------------------------------------------------ | ------------------------------------------------ | ------------------------------------------------ | ------------------------------------------------ | ------------------------------------------------ | ------------------------------------------------ | ------------------------------------------------ |
| Temp. máx. media (°C)                            | 27.5                                             | 28.3                                             | 28.5                                             | 26.9                                             | 23.7                                             | 21.3                                             | 20.3                                             | 20.3                                             | 21.1                                             | 22.4                                             | 23.6                                             | 25.6                                             | 24.1                                             |
| Temp. media (°C)                                 | 22.4                                             | 23.2                                             | 23.1                                             | 21.5                                             | 18.7                                             | 16.8                                             | 16                                               | 15.7                                             | 16.5                                             | 17.5                                             | 18.6                                             | 20.5                                             | 19.2                                             |
| Temp. mín. media (°C)                            | 17.3                                             | 18.1                                             | 17.7                                             | 16.1                                             | 13.7                                             | 12.4                                             | 11.8                                             | 11.2                                             | 11.9                                             | 12.6                                             | 13.7                                             | 15.5                                             | 14.3                                             |
| Fuente: climate-data.org                         |                                                  |                                                  |                                                  |                                                  |                                                  |                                                  |                                                  |                                                  |                                                  |                                                  |                                                  |                                                  |                                                  |